# Jonas Grutzpalk

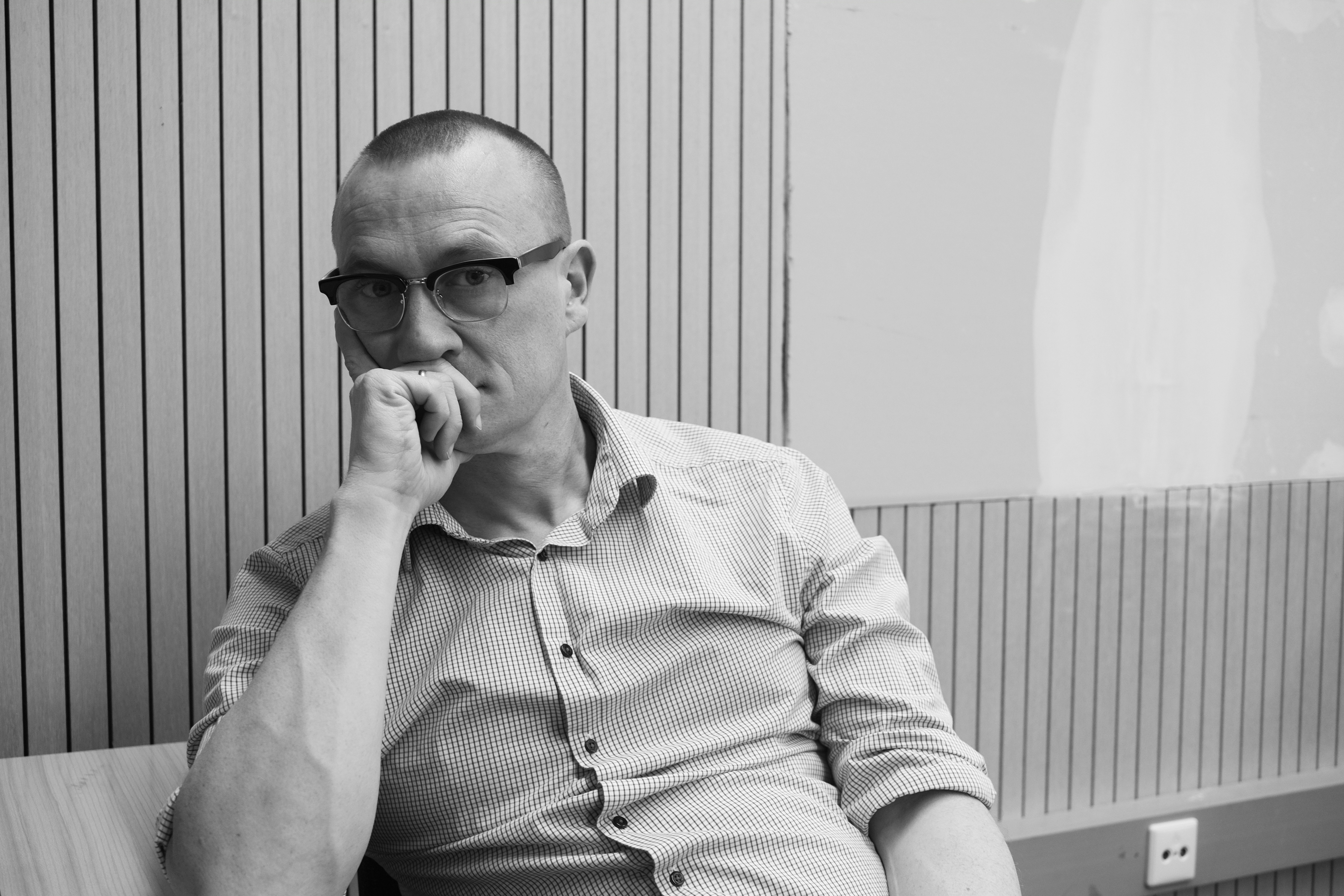
Jonas Grutzpalk in 2017

Jonas Grutzpalk (* 1972) ist ein deutscher Soziologe und Politikwissenschaftler. Er ist Professor an der Hochschule für Polizei und öffentliche Verwaltung Nordrhein-Westfalen.

## Biografie
Jonas Grutzpalk besuchte das Pascal-Gymnasium in Münster, das Liceo Linguistico „Regina Margherita“ in Turin und das Liceo Classico „Plinio Seniore“ in Castellamare di Stabia. An der Westfälischen Wilhelms-Universität in Münster und an der Rheinischen Friedrich-Wilhelms-Universität in Bonn studierte er Politikwissenschaften, Soziologie, vergleichende Religionswissenschaften und kurzzeitig auch Jura. Als Student im Erasmus-Programm verbrachte er 1995 ein Trimester am Trinity-College im britischen Oxford. Von 1994 bis 2000 arbeitete er für die Max-Weber-Gesamtausgabe im Teilprojekt „Rechtssoziologie“ in Bonn.
Seine Promotion bei Friedrich Fürstenberg über Gewaltdiskurse deutscher und französischer Intellektueller schloss er 2002 ab. Ab 1998 war er Lehrbeauftragter an den Universitäten Bonn, Potsdam und Bielefeld, an der Hochschule für Wirtschaft und Recht in Berlin und im Masterstudiengang „Polizeimanagement“.
Zwischen 2003 und 2009 war Grutzpalk Referent für „Verfassungsschutz durch Aufklärung“ im Brandenburger Innenministerium. Seit Januar 2010 ist er Professor für Soziologie und Politikwissenschaften an der Hochschule für Polizei und öffentliche Verwaltung Nordrhein-Westfalen (HSPV) am Studienort Bielefeld.
Grutzpalk beschäftigt sich mit wissenssoziologischen Studien, Religion (u. a. Der Islam und die westliche Welt, „Jihad gegen die Gelehrten“) mit Fragen soziologischer Anthropologie, Themen der polizeilichen Ausbildung und der Arbeit von Sicherheitsbehörden. Er ist Herausgeber der Heftreihe Polizei.Wissen, Autor für das Webportal humanistisch! und den Jahresband der Humanistischen Akademie Humanistik und Philosophie.